# Ordre de la Toison d'or
Pour les articles homonymes, voir Toison d'or (homonymie).
L’ordre de la Toison d’or a été fondé par le duc de Bourgogne Philippe le Bon le 10 janvier 1430 à l'occasion de son mariage avec Isabelle de Portugal.
Il s'agit au départ d'un ordre de l'État bourguignon, ensemble de principautés féodales regroupant le duché de Bourgogne (fief français), le comté de Bourgogne (fief d'Empire) et plusieurs fiefs des Pays-Bas, notamment le comté de Flandre (fief français) et le duché de Brabant (fief d'Empire). Après la mort de Charles le Téméraire (1477), l'État bourguignon passe à la maison de Habsbourg, notamment à Charles Quint, puis à son fils Philippe II, roi d'Espagne. Après la mort de Charles II d'Espagne (1700), l'ordre est divisé entre une branche espagnole et une branche autrichienne (celle-ci non reconnue en France).
Le lieu de la fondation est Bruges, ville du comté de Flandre, et le premier chapitre de l'ordre est tenu en 1431 à Lille, aussi ville flamande. Le port du collier de la Toison d'or devient obligatoire le 3 décembre 1431.
Le nom de l'ordre est inspiré du mythe grec de la Toison d'or, complété un peu plus tard par l'histoire biblique de Gédéon, symbole de force spirituelle, comme l'indiquait la tapisserie ornant les lieux de réunion des chapitres à partir de 1456.
Une tradition perdure selon laquelle ce serait en hommage à sa maîtresse, Marie de Rumbrugge, dont la chevelure était d’or, que Philippe le Bon a créé l’ordre.
Il subsiste de nos jours deux ordres de la Toison d'or issus de l'ordre historique : l'ordre de la maison d'Autriche reconnu comme personne morale par la république d'Autriche depuis 2000 dont le grand maître est le chef de la maison de Habsbourg-Lorraine et l'ordre espagnol dont le grand-maître est le roi d'Espagne.

## Les débuts

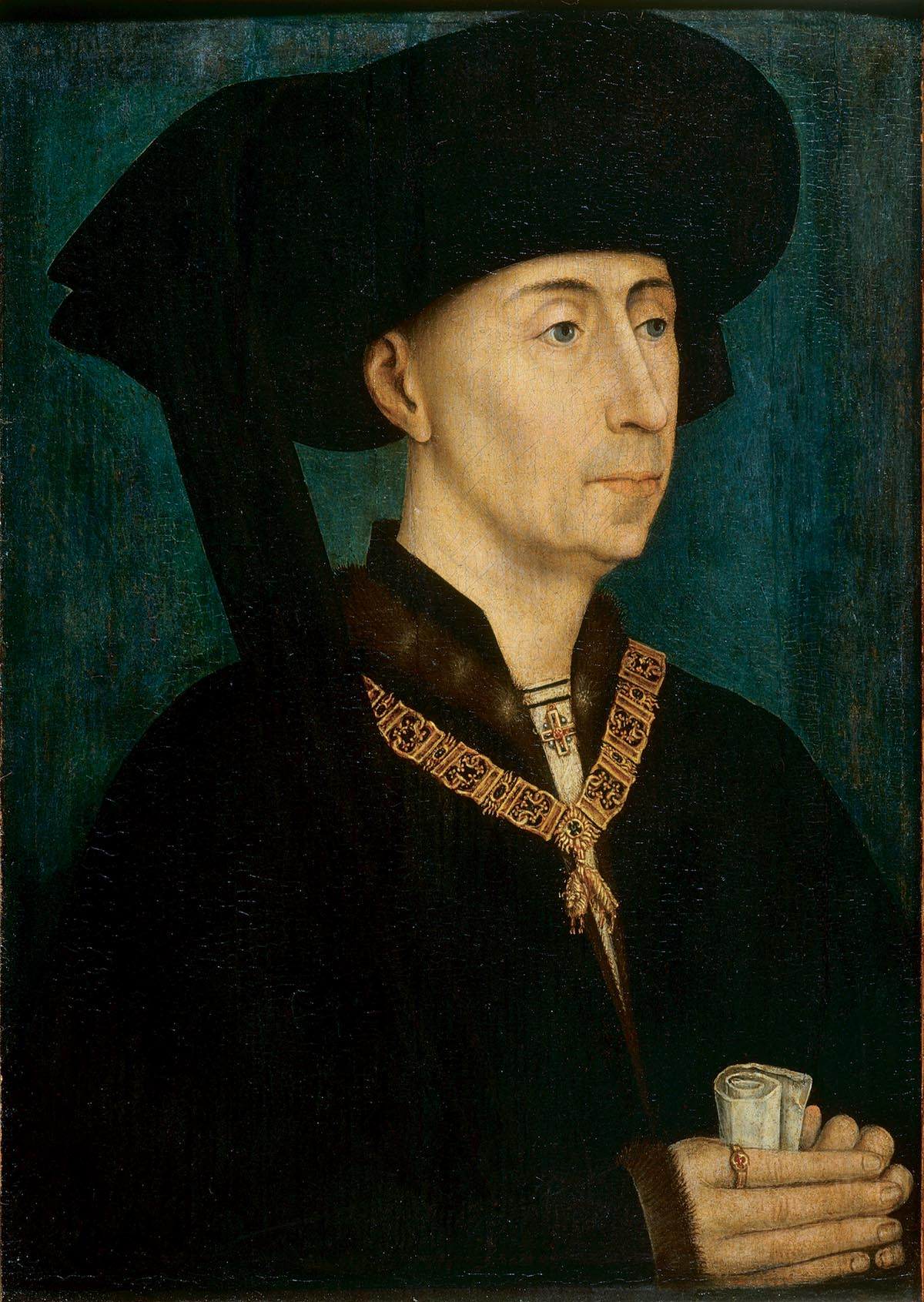
Philippe le Bon qui institua l'ordre de la Toison d'or.

### Contexte

#### L'État des ducs de Bourgogne
En 1363, Le prince Philippe le Hardi (1342-1404), fils du roi de France Jean le Bon, devient duc de Bourgogne sous le nom de Philippe II. Il est à l'origine la maison de Valois-Bourgogne qui prend fin avec la mort de Charles le Téméraire en 1477, après avoir rassemblé autour du duché plusieurs fiefs, situés soit dans le royaume de France (comté d'Artois, comté de Flandre), soit dans l'Empire (comté de Bourgogne, duché de Brabant, comté de Hainaut).

#### Les ducs de Bourgogne dans la guerre de Cent Ans
Au début du XVe siècle, les ducs de Bourgogne, Philippe, puis son fils Jean sans Peur (1371-1419) disposent d'une grande puissance politique, profitant de l'affaiblissement de la monarchie française sous le règne de Charles VI (1368-1422), marqué par la reprise de la guerre contre les Anglais et par la défaite d'Azincourt (1415).
Philippe le Bon (1396-1467) est le troisième duc de la dynastie, à la suite de l'assassinat de Jean sans Peur en 1419. À la tête de la faction des Bourguignons, il est allié au roi d'Angleterre Henri V (1386-1422), qui impose à Charles VI le traité de Troyes (1420), déshéritant à son profit le dauphin Charles, obligé de se réfugier à Bourges. Henri V épouse la fille de Charles VI dont il a un fils, Henri, né en 1421. L'année suivante, Henri V et Charles VI meurent, alors que le prince Henri n'a qu'un an, devenant roi de France sous la régence de Jean de Lancastre, duc de Bedford.
En 1429, le dauphin reprend l'offensive grâce à l'intervention de Jeanne d'Arc, qui, après avoir obtenu la levée du siège d'Orléans, réussit à faire sacrer Charles VII à Reims (17 juillet 1429), alors que Henri VI sera seulement couronné à Paris, le 13 décembre 1431.
Le 23 mai 1430, les troupes bourguignonnes commandées par Jean de Luxembourg s'emparent de Jeanne d'Arc lors du siège de Compiègne ; elle est livrée au duc de Bedford pour 10 000 livres (21 novembre 1430).

#### Le mariage avec Isabelle de Portugal (7 janvier 1430)
Philippe le Bon a déjà été deux fois veuf, en 1422 et en 1425, lorsqu'il épouse la fille du roi du Portugal.

### La création de l'ordre (1430)
Cet ordre était destiné à rapprocher la noblesse des États bourguignons de Philippe le Bon et à permettre au duc d'honorer ses proches.
Les premiers membres de l'ordre sont, chronologiquement, Philippe le Bon, Guillaume de Vienne, Régnier Pot et Jean de Roubaix.
Un manuscrit du XVe siècle, dont l'auteur est Guillaume Fillastre et l'artiste inconnu, montre les exigences de cet ordre et ouvre l'esprit aux prémices de la Renaissance artistique.

### Le collier de la Toison d'or (1431)

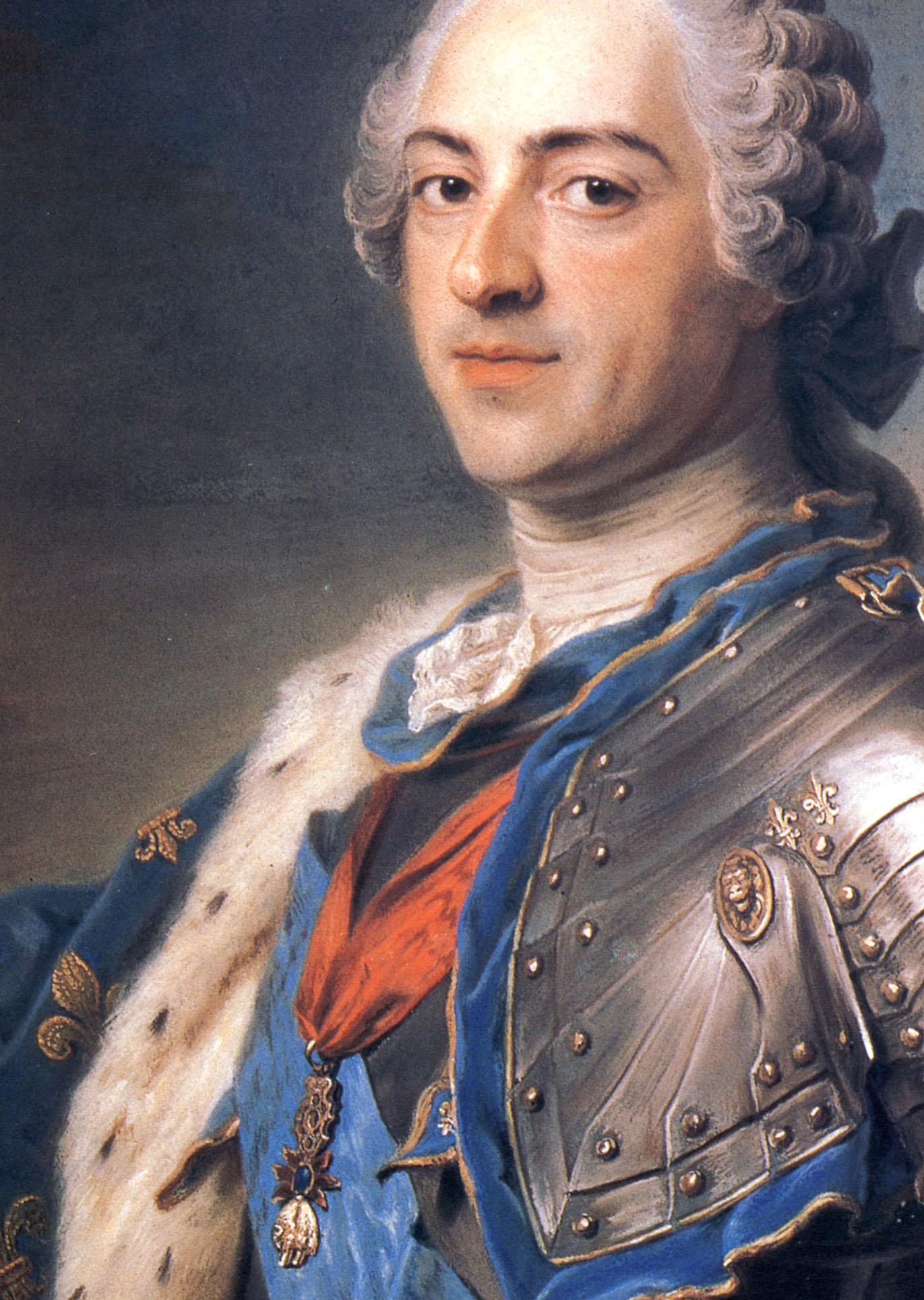
Insigne de la Toison d'or porté par Louis XV (détail du portrait par Maurice-Quentin de La Tour).

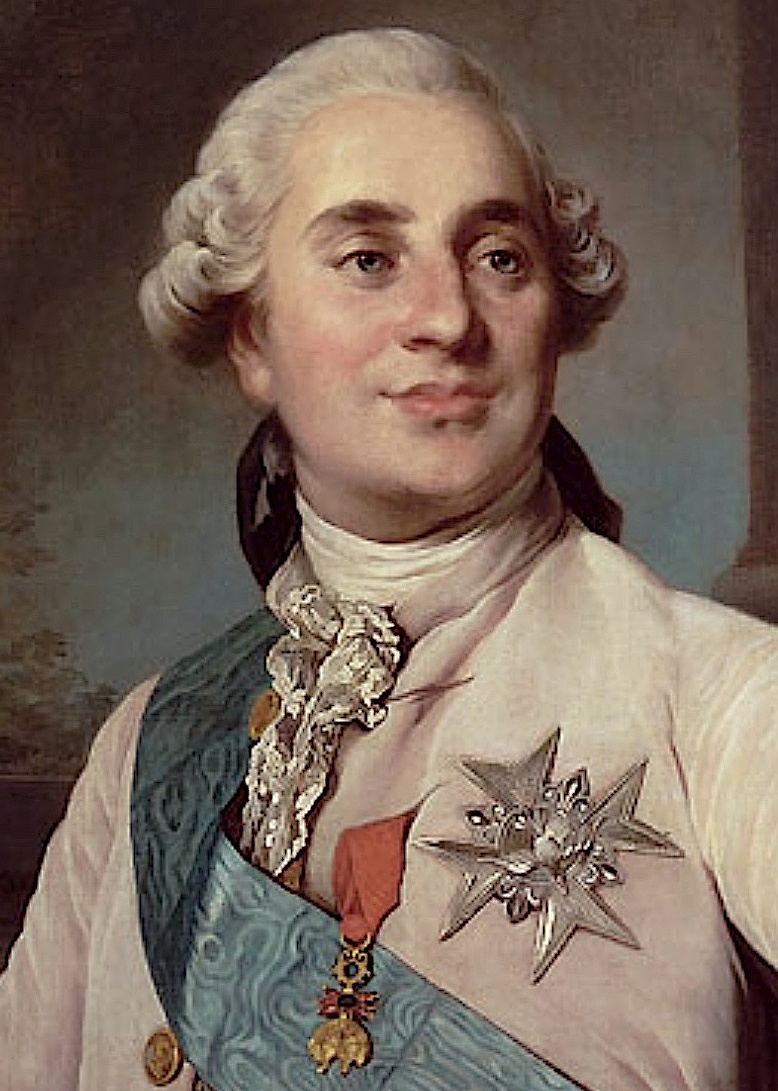
Louis XVI (détail du tableau de Duplessis) portant d'insigne de la Toison d'or à travers une boutonnière.

Par les statuts, les chevaliers étaient obligés de porter en toutes circonstances et en particulier en public un collier d'or, composé d'une alternance de fusils et de pierres à feu auquel était suspendue la toison d'un bélier. Les deux premiers éléments formaient la devise du duc Philippe le Bon, ce qui dénotait le lien que créait l'appartenance à l'ordre : le chevalier qui en était membre faisait ainsi montre de sa proximité avec le prince bourguignon en portant ses emblèmes personnels. Inversement, la toison envahit totalement l'emblématique princière des souverains bourguignons, puis des Habsbourg.
Dans sa représentation, le fusil (terme d'époque pour désigner les « briquets » de l'époque, sortes de petites masses d'acier servant à produire des étincelles par friction avec des silex), avec ses flammèches, rappelait les rabots que le duc de Bourgogne Jean sans Peur avait adoptés comme devise dans son conflit contre les Armagnacs. Certains insistent sur le fait que les briquets sont représentés avec une poignée en forme de B évoquant le mot « Bourgogne ». En effet, les briquets peuvent avoir des formes différentes et le rapprochement avec la lettre B peut avoir fait pencher pour le choix comme emblème de cette forme particulière de briquet. C'est de cette devise ducale qu'on a tiré une des devises de l'ordre : Ante Ferit Quam Flamma Micet (« Il frappe avant que la flamme ne brille »).
Les colliers appartenaient au trésor de l'ordre et devaient être restitués à la mort du chevalier. En cas de perte sur le champ de bataille, le chef et souverain prenait à sa charge le remplacement des colliers. Les chevaliers particulièrement fortunés se faisaient également faire des décorations enrichies de pierreries à titre personnel. En raison du poids important des colliers, on prit l'habitude de porter le pendant de l'ordre au bout d'un ruban de soie rouge ou noire.

### La Sainte-Chapelle de Dijon
En 1432, Philippe le Bon fixe le siège de l'ordre dans la Sainte-Chapelle située dans son hôtel de Dijon, capitale du duché de Bourgogne.
Cette église doit contenir un armorial monumental de l'ordre : les armes de chaque chevalier sont peintes sur un tableau suspendu dans le chœur selon l'ordre de préséance. Quand un chevalier meurt, son tableau est retiré du chœur et placé dans la nef.
L'ordre fonctionne comme une confrérie : les chevaliers se réunissent chaque année pour prier le saint patron de l'ordre, André et la Vierge, ainsi que pour une messe solennelle dédiée aux chevaliers morts depuis le chapitre précédent. Chaque chevalier est informé du trépas d'un de ses pairs et doit personnellement faire dire une série de messes pour le salut de son âme.
Après la reprise du duché par le roi de France en 1477, le siège de l'ordre est transféré à la chapelle palatine du palais du Coudenberg, à Bruxelles, qui sera agrandie et embellie par Marie de Hongrie, sœur de Charles Quint, gouvernante des Pays-Bas de 1530 à 1555. La Sainte-Chapelle de Dijon garde une place particulière, puisque Charles Quint comme son fils Philippe II lui offrent des ornements de messe, parfois tirés des tissus utilisés pour orner les stalles des chevaliers lors des chapitres de l'ordre.
Les panneaux peints aux armes des premiers chevaliers sont conservés jusqu'à la Révolution française dans la Sainte-Chapelle, qui a été détruite en 1802.

## Organisation de l'ordre

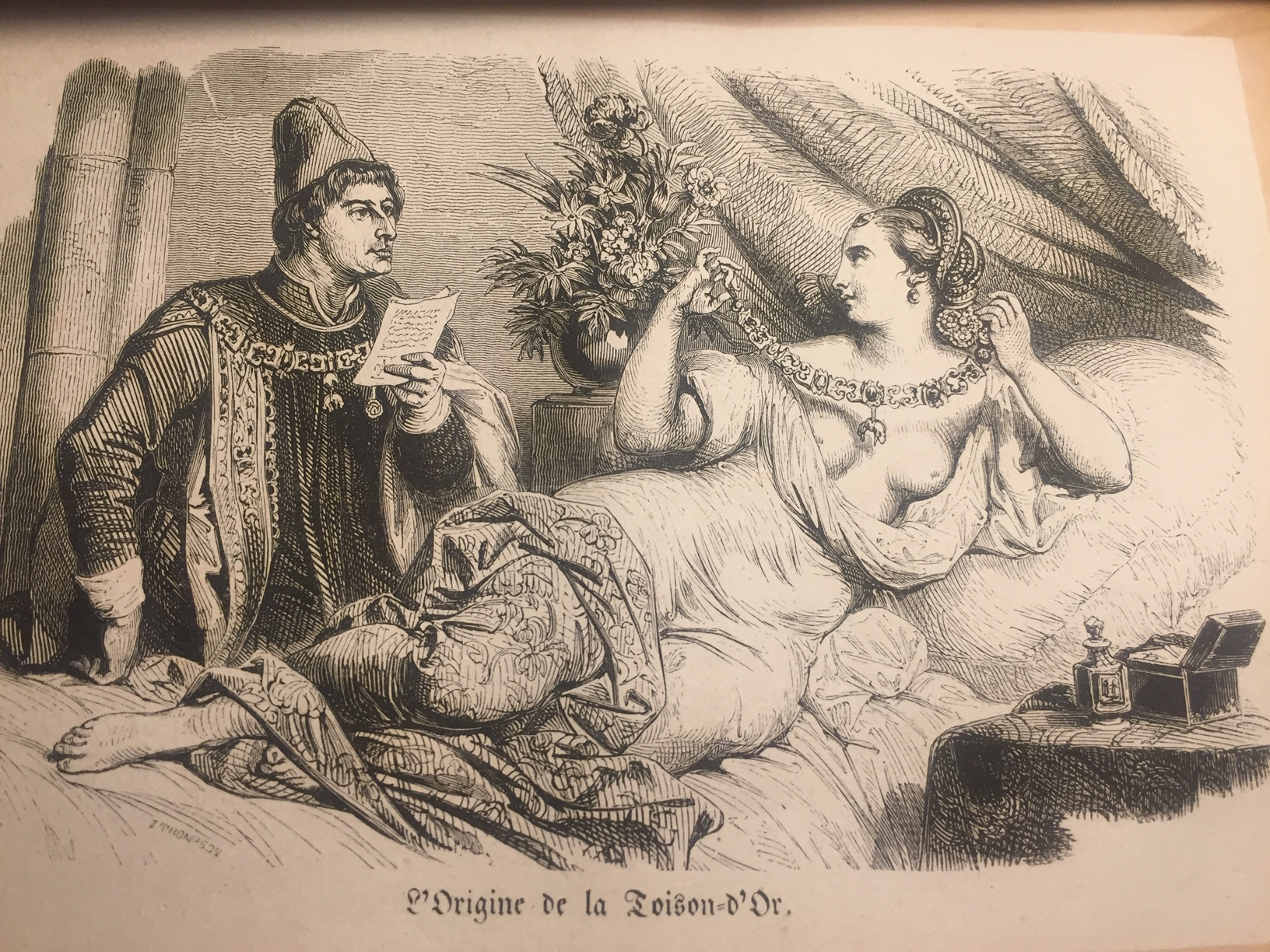
Origine de la Toison d'Or, illustration de l’Histoire des ducs de Bourgogne.

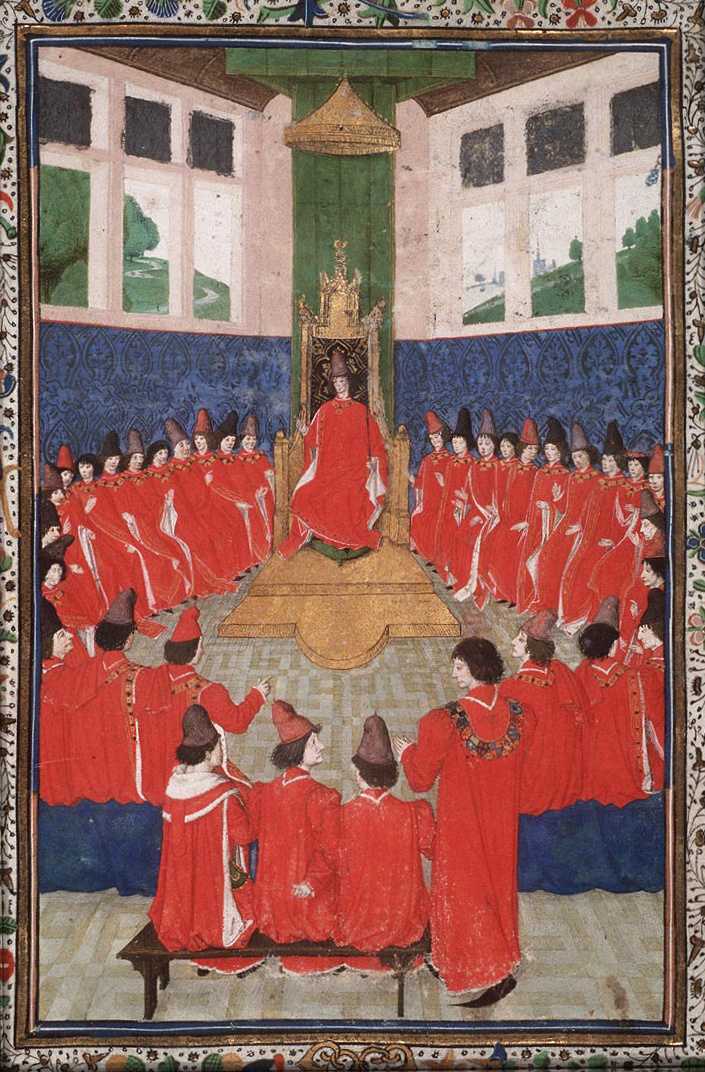
Assemblée de l'ordre de la Toison d'or, présidée par Charles le Téméraire, à Valenciennes en 1473.

### Ordonnances et statuts
Philippe le Bon ne fixa l'organisation de l'ordre qu'un an après sa fondation. Elle est fixée par deux textes. Les statuts tout d'abord, texte juridique prenant la forme d'une lettre patente ou d'une ordonnance, qui règlent les buts de l'ordre, sa discipline, le nombre de ses chevaliers, le mode de leur élection, les cérémonies de l'ordre et même le mode de dévolution de sa grand maîtrise. Ils comprennent 67 articles. Les ordonnances, ensuite, qui prennent la forme d'une simple instruction fixant les devoirs des officiers de l'ordre. Elles comptent 22 articles.
L'ordre de la Toison d'or est défini comme une confraternité visant à défendre la foi chrétienne et la chevalerie. Elle compte 25 chevaliers lors de la première rédaction en 1432. Très vite, ce nombre est porté à 31. Sous Charles Quint (1516), pour tenir compte de l'extension nouvelle des terres soumises au grand maître de l'ordre, ce nombre est augmenté de vingt pour atteindre 51 chevaliers, inchangé depuis. Les chevaliers sont élus par leurs confrères à mesure que les places se libèrent. Afin de procéder à ces élections et pour donner à l'ordre un lustre digne de son souverain, une réunion annuelle de tous les chevaliers est prévue : c'est le chapitre général, qui se divise en deux parties, trois jours de fête publique où la cour se donne en spectacle et une série de réunions secrètes qui permettent l'administration de l'ordre. Cette fête doit avoir lieu à date fixe, le 30 novembre, jour de la Saint André, patron de la maison de Bourgogne et de l'ordre.
Ce caractère très rigide est assoupli sous le règne de Philippe le Bon : pour des raisons climatiques, le mois de novembre peu propice aux festivités en extérieur est abandonné, la date de réunion devenant libre, en outre, l'intervalle entre les chapitres passe de un à trois ans. En compensation, une fête simplifiée et moins formelle est instaurée pour la Saint André.
Au XVIe siècle, les chapitres s'espacèrent de façon importante : il s'écoula douze ans du chapitre de Barcelone à celui de Tournai, puis quinze ans jusqu'à celui d'Utrecht et encore dix ans avant celui d'Anvers. Peu enclin au voyage, Philippe II d'Espagne rechigna à faire tenir de nouveaux chapitres, d'autant qu'à partir de 1568, les troubles aux Pays-Bas rendaient difficiles une visite du souverain. Devant trouver un moyen de remplacer les chevaliers morts, il obtint un bref pontifical lui permettant de passer outre aux statuts et de nommer directement les chevaliers sans passer par une élection en chapitre général. Le chapitre de Gand en 1559 devint ainsi le dernier chapitre général et mit fin à l'organisation voulue par son fondateur.

### Les officiers
Afin d'assurer l'administration de l'ordre et de préparer les chapitres, quatre offices sont créés :
- un chancelier, chargé de garder les sceaux de l'ordre, et de prononcer les discours aux chapitres
- un trésorier, qui doit garder le trésor de l'ordre (manteaux de cérémonies, ornements de messe) et gérer les prébendes attachées à l'ordre.
- un greffier, qui doit tenir les registres de l'ordre
- un roi d'armes, portant pour nom d'office « Toison d'Or », chargé d'organiser les cérémonies, de faire les messageries et les ambassades pour l'ordre. Il reçoit en outre la prééminence sur les autres officiers d'armes des ducs de Bourgogne et de leurs successeurs[8].

### Les chapitres tenus de 1431 à 1559
Il y a eu vingt-trois chapitres de l'ordre :
1. 1431 : église Saint-Pierre de Lille
2. 1432 : église Saint-Donat de Bruges
3. 1433 : Sainte-Chapelle de Dijon
4. 1435 : collégiale Sainte-Gudule de Bruxelles
5. 1436 : église Saint-Pierre de Lille
6. 1440 : abbatiale Saint-Bertin de Saint-Omer
7. 1445 : collégiale Saint-Jean de Gand
8. 1451 : collégiale Sainte-Waudru de Mons
9. 1456 : grande église Saint-Jacques (en) de La Haye
10. 1461 : abbatiale Saint-Bertin de Saint-Omer
11. 1468 : église Notre-Dame de Bruges
12. 1473 : église Saint-Paul de Valenciennes
13. 1478 : église Saint-Sauveur de Bruges
14. 1481 : église Saint-Jean de Bois-le-Duc
15. 1491 : collégiale Saint-Rombauld de Malines
16. 1501 : église du couvent des Carmes de Bruxelles
17. 1505 : Middelbourg
18. 1516 : collégiale Sainte-Gudule de Bruxelles
19. 1519 : cathédrale Sainte-Eulalie de Barcelone
20. 1531 : cathédrale Notre-Dame de Tournai
21. 1546 : cathédrale Saint-Martin d'Utrecht
22. 1556 : cathédrale Notre-Dame d'Anvers
23. 1559 : cathédrale Saint-Bavon de Gand

## L'ordre de la Toison d'or après la fin de la maison de Bourgogne

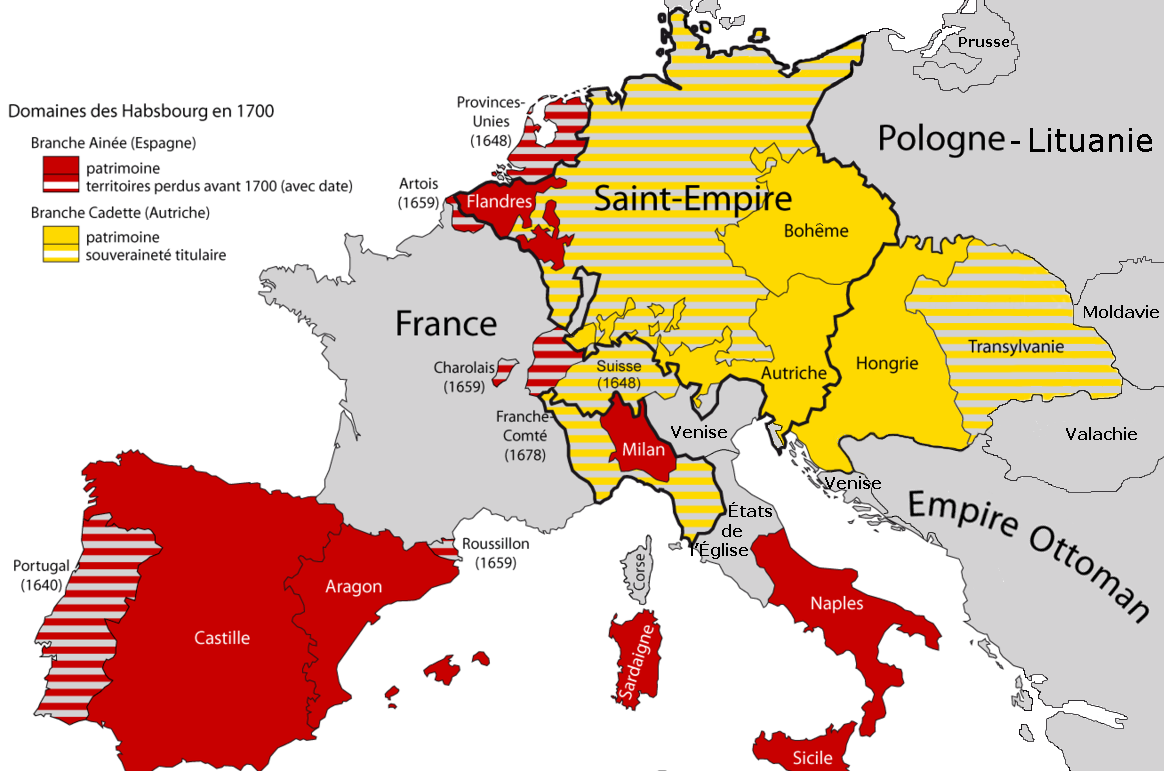
L'archiduc Maximilien recueillit la succession de Charles le Téméraire, mais lors de son abdication, son petit-fils Charles Quint partage ses possessions entre branche espagnole (en rouge) et branche autrichienne (en jaune). À l'extinction de la première, l'ordre est scindé en deux.

Les statuts de 1431 indiquaient qu'à défaut d'héritier mâle, la grande maîtrise de l'ordre devait passer à l'époux de l'héritière du dernier grand maître.

### La succession de Charles le Téméraire: Maximilien de Habsbourg
En février 1477, au cours des guerres qui l'opposent à la France de Louis XI et aux cantons suisses, Charles le Téméraire meurt à Nancy en ne laissant qu'une fille, Marie de Bourgogne (1457-1482). Celle-ci épouse dès avril 1477 l'archiduc d'Autriche Maximilien de Habsbourg (1459-1519), alors que l'État bourguignon est confronté à une offensive majeure de la France, qui s'empare notamment du duché de Bourgogne. Au terme de plusieurs années de conflit, la situation se stabilise en 1493 avec le traité de Senlis, par lequel le roi de France ne conserve que le duché de Bourgogne.
En ce qui concerne l'ordre de la Toison d'or, Maximilien en devient le grand maître dès 1477. Il réunit un chapitre à Bruges en 1478. La perte du duché de Bourgogne entraîne le transfert du siège de l'ordre de Dijon à Bruxelles, à la chapelle palatine du palais du Coudenberg. Malgré ses difficultés avec ses sujets bourguignons et néerlandais, il se révèle comme un digne souverain de l'ordre[réf. nécessaire].

### La succession de Maximilien: Charles Quint
Le fils de Maximilien, Philippe le Beau, étant mort prématurément en 1506, c'est son petit-fils, Charles de Habsbourg (1500-1558), qui prend sa succession, après avoir été proclamé souverain des États bourguignons en 1516, mais aussi roi de Castille et roi d'Aragon à la mort de Ferdinand d'Aragon (1516). Il est élu empereur en 1519 sous le nom de Charles Quint (Charles V).
Il fait de la Toison d'or l'ordre le plus important dans les États régis par la maison de Habsbourg. Il fixe le nombre de chevaliers à 51 en 1517. Arborant toujours le titre de « duc de Bourgogne », il continue de faire des offrandes à la Sainte Chapelle de Dijon.
En 1556, il abdique ses droits sur les Pays-Bas (incluant l'ordre de la Toison d'or) au profit de son fils Philippe, puis, en 1557, il lui cède ses droits sur l'Espagne, tandis que ses possessions autrichiennes sont attribuées à son frère Ferdinand (1503-1564), qui se fait ensuite élire empereur.

### La période des Habsbourg d'Espagne (1556-1700)
Alors que Charles Quint, né à Gand, élevé à Malines, ayant le français pour langue première, se considérait d'abord comme « bourguignon », son fils Philippe est un Espagnol, qui, après le traité du Cateau-Cambrésis de 1559, quitte les Pays-Bas où il ne reviendra plus. Assez vite, il est confronté à la rébellion des Néerlandais, la révolte des Gueux (1566), qui devient une guerre d'indépendance (1568-1648), sous la direction de Guillaume d'Orange, puis de ses descendants. Dès 1581, les insurgés établissent la république des Provinces-Unies, indépendante de fait du roi d'Espagne.
Philippe II change la donne au cours de cette guerre : en vertu du traité de Vervins avec la France de Henri IV (1598), les Pays-Bas espagnols sont donnés en apanage à sa fille Isabelle, mais il conserve la charge de grand maître de l'ordre[pas clair].
Le trésorier et les biens de l'ordre doivent demeurer aux Pays-Bas, mais les trois autres officiers se retirent auprès du roi à Madrid. Avec le renouvellement régulier du bref pontifical autorisant le roi à nommer les chevaliers sans passer par une élection capitulaire, c'est toute la structure administrative de l'ordre qui est regroupée à la cour d'Espagne.

### La scission entre branche espagnole et branche autrichienne (1700)
Lorsque la branche aînée de la maison de Habsbourg (descendants de Charles Quint) s'éteint en 1700 avec la mort du roi d'Espagne Charles II, commence la guerre de Succession d'Espagne. Charles a en effet désigné comme héritier son petit-neveu Philippe de France, duc d'Anjou, petit-fils de Louis XIV, ce que l'empereur Léopold conteste en tant que chef de la branche cadette (descendants de Ferdinand, frère de Charles Quint) de la maison de Habsbourg.
Au terme de la guerre, l'Espagne revient à Philippe d'Anjou (Philippe V d'Espagne), mais l'héritage est partagé : les Pays-Bas passent à la maison d'Autriche, devenant les Pays-Bas autrichiens, et avec eux le trésor et les archives de l'ordre. Les princes autrichiens ont ainsi des arguments importants pour réclamer la grande maîtrise de l'ordre, tandis que le nouveau roi d'Espagne fait de même au nom du testament de Charles II. L'ordre de la Toison d'or se trouva donc scindé en deux branches rivales.
Les deux branches manquent d'être réunifiées par Napoléon Ier en 1809 dans l'ordre des Trois-Toisons d'Or, qui, après avoir été créé, n'a jamais été décerné, sous la pression des récipiendaires de la Légion d'honneur et a été dissous en 1813.

### Les ordres de la Toison d'or auXXesiècle
Dans les années 1930, des intellectuels belges[Qui ?] envisagent de demander le rétablissement de l'ordre au profit des rois Albert Ier et Léopold III, en conséquence de la destruction de l'Empire austro-hongrois en 1918 et de la proclamation de la Seconde République espagnole en 1931. Ces intellectuels souhaitent relever l'ordre en arguant que la grande maîtrise était à l'origine attachée à la souveraineté sur les Flandres. Cette idée reste cependant sans suite.

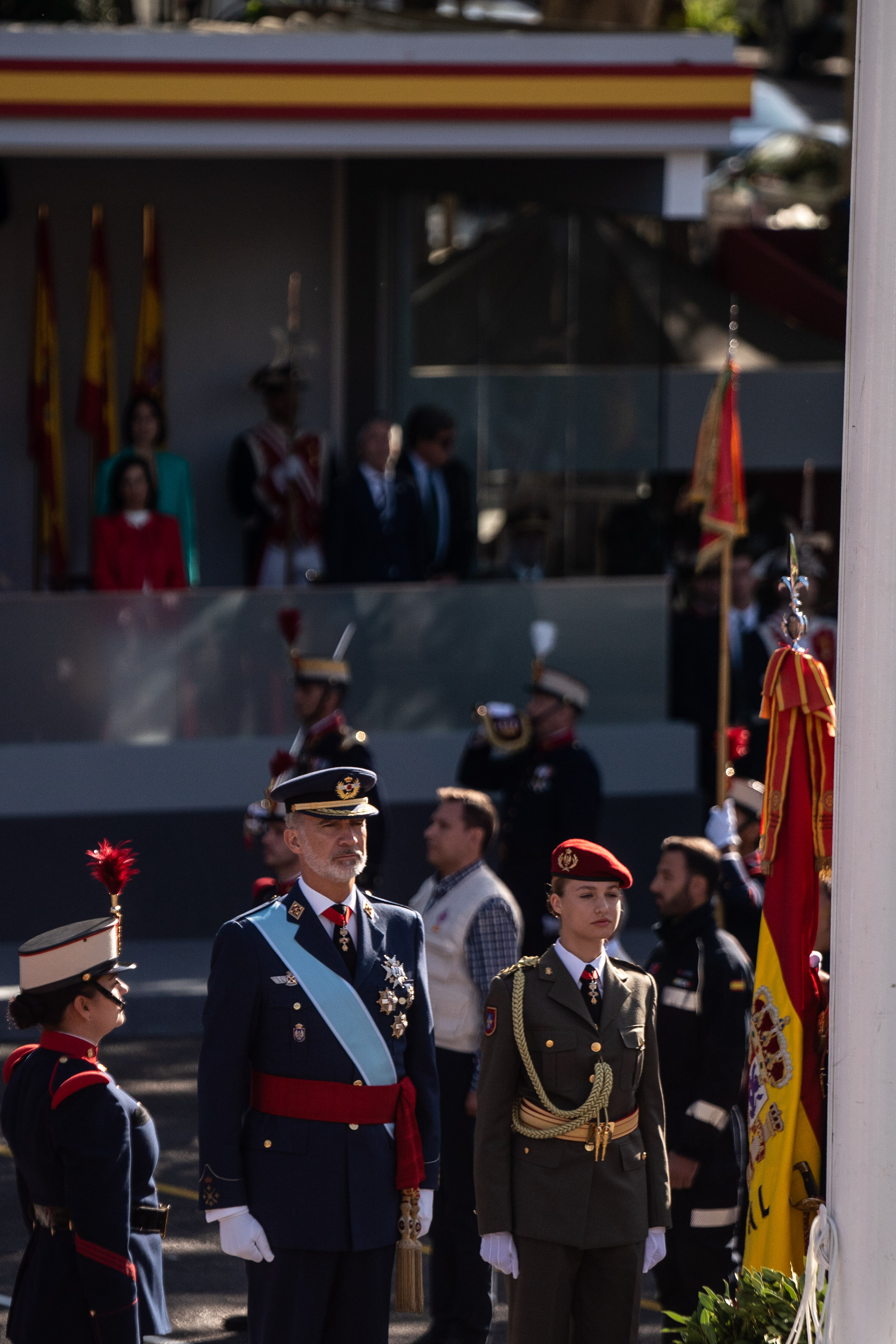
Le roi d'Espagne Felipe VI et la princesse héritière Leonor porteurs des insignes de la Toison d'Or (en pendentif), en 2023 lors de la Fête nationale espagnole.

Aujourd'hui, les deux branches historiques existent toujours avec des caractéristiques différentes :
- l'ordre de la maison d'Autriche, qui a conservé un côté chevaleresque, est une compagnie aristocratique et catholique. Il est reconnu comme personne morale par la république d'Autriche depuis 2000. Son grand maître est Charles de Habsbourg-Lorraine, petit-fils du dernier empereur et prétendant au trône austro-hongrois.
- L'ordre espagnol, qui est ouvert depuis le XIXe siècle aux non-catholiques et aux roturiers, est devenu une simple décoration de mérite. Son grand maître est le roi Felipe VI.

Les problèmes de la succession espagnole depuis le XIXe siècle (phénomène du carlisme) ont amené certains prétendants à décerner leur propre ordre. C'est notamment le cas d'une des branches du carlisme, dite « carloctaviste », celle de Charles-Pie de Habsbourg-Lorraine, prétendant sous le nom de Charles VIII (Carlos VIII), de son frère Antoine-Charles de Habsbourg-Lorraine (Charles IX) et de son neveu, Dominique de Habsbourg-Lorraine. Les règles d'attribution de cet ordre carloctaviste de la Toison d'or semblent variables.
Il ne semble pas[pas clair] que les autres prétendants carlistes au trône espagnol, notamment la branche des Bourbon-Parme, aient jamais décerné leur propre ordre de la Toison d'or.
De nos jours, seul l'ordre espagnol, émanant d'une autorité étatique, est reconnu en France ; le port d'insignes de l'ordre autrichien y est constitutif d'un délit de « port illégal de décorations ».
Le roi Albert II de Belgique était un des rares chefs d'État européens catholiques à être à la fois chevalier de l'ordre espagnol et de l'ordre autrichien.
Les collections médiévales de l'ordre restées en possession des Habsbourg sont exposées à Vienne, au Schatzkammer (trésor impérial) de la Hofburg.

## Les insignes de la Toison d'or de Louis XV
Louis XV est fait chevalier de la Toison d'or en 1749[réf. nécessaire]. Il fait réaliser plusieurs insignes.

### La Toison de la parure blanche
La Toison dite « de la parure blanche » était composée de quatre grands diamants, dont le « second Mazarin » de 25,37 carats, de 175 diamants plus petits et de 80 rubis.
Le tout est évalué en 1791 à 413 000 livres. Cette toison a été volée en 1792 et retrouvée, partiellement démontée, à Paris un peu plus tard, mais elle n'a pas été conservée jusqu'à nos jours. On ne possède pas de représentation de cette toison,.

### La Toison de la parure de couleur (incluant lediamant bleu de la Couronne)
Cet insigne est réalisé par joaillier Pierre-André Jacquemin (1720-1773)
Cette grande Toison dite « de la parure de couleur » était composée de grandes gemmes de couleur, jaune, bleu, blanc et rouge. Chef-d’œuvre de l’orfèvrerie rococo, elle comprenait, outre le diamant bleu de la Couronne, taillé en 1673, 112 diamants peints en jaune, des flammes serties de 84 diamants peints en rouge crachées par un dragon taillé dans une spinelle de 107,88 carats appelée Côte de Bretagne (aujourd'hui au Louvre).
Elle est portée par Louis XVI lors de la réunion des États généraux en 1789.
Ses gemmes seules sont évaluées à plus de trois millions de livres durant la Révolution.

### Les vols de 1792
La Toison de couleur est volée lors du sac de l’hôtel du Garde-Meuble entre le 11 et le 16 septembre 1792 bien que des gardes nationaux soient de garde.
La très grande majorité des autres joyaux de la Couronne sont aussi dérobés à cette occasion, le tout représentant une valeur actuelle d'un demi‑milliard d'euros de bijoux, orfèvrerie et pierreries.
Malgré diverses recherches, cette Toison n’a pas été retrouvée.

### Reconstitution de 2010

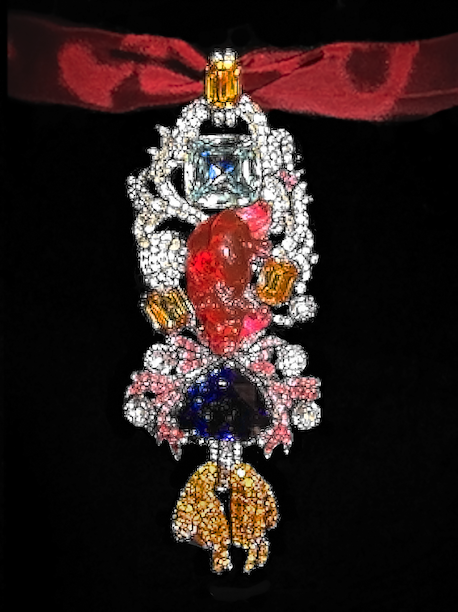
La reconstitution de 2010 réalisée par le joaillier genevois Horovitz.

Au milieu des années 1980, Horovitz, joaillier genevois, acquiert une gouache en noir et blanc représentant la Toison de couleur. Après plusieurs années de travail, une reconstitution est présentée en 2010 par Horovitz et François Farges, professeur au Muséum national d'histoire naturelle de Paris.
Cette reconstitution, réalisée par les meilleurs artisans, est faite de zircone et de pâte de verre avec, au centre, la réplique en zircone du diamant bleu.
Parfois exposée lors de salons de gemmologie, elle se trouve aujourd'hui à Genève où elle a été fabriquée.

## La Toison d'or dans la culture

### Citations littéraires
- Stendhal, Le Rouge et le Noir, 1830 : Regardez le prince d'Araceli ; toutes les cinq minutes, il jette les yeux sur sa toison, sur sa Toison d'Or ; il ne revient pas du plaisir de voir ce colifichet sur sa poitrine. Ce pauvre homme n'est au fond qu'un anachronisme. Il y a cent ans la Toison était un honneur insigne, mais alors elle eût passé bien au-dessus de sa tête. Aujourd'hui, parmi les gens bien nés, il faut être un Araceli pour en être enchanté. Il eût fait pendre toute une ville pour l'obtenir.
- Victor Hugo, Hernani, 1830 : « Tenez, foulez aux pieds, foulez ma Toison d'or ».
- Alexandre Dumas, Le Vicomte de Bragelonne, 1847 (Athos, comte de la Fère, reçoit l'ordre de la Toison d'or du roi d'Angleterre).